# Jean-Jacques Viseur
Jean-Jacques Viseur (ur. 2 grudnia 1946 w Charleroi) – belgijski i waloński polityk i prawnik, były minister finansów, od 2007 do 2012 burmistrz Charleroi.

## Życiorys
Ukończył studia prawnicze na Uniwersytecie w Liège. Od 1969 do 1995 praktykował jako adwokat w rodzinnym Charleroi. Zaangażował się w działalność walońskich chadeków (od 2002 pod nazwą Centrum Demokratyczno-Humanistyczne). W 1985 po raz pierwszy wszedł w skład Izby Reprezentantów jako zastępca poselski Philippe'a Maystadta. W niższej izbie federalnego parlamentu zasiadał z przerwami do 2006.
Od 1998 do 1999 sprawował urząd ministra finansów w drugim rządzie Jean-Luka Dehaene. Był radnym w Charleroi, w grudniu 2006 objął stanowisko zastępcy burmistrza ds. finansów, w lipcu 2007 powołano go na funkcję burmistrza tego miasta, którą pełnił do lutego 2012.